# 31ŁK2B
31ŁK2B (ros. 31ЛК2Б) – kineskop monochromatyczny,  stosowany w  radzieckich  telewizorach z lat 50. XX wieku, a także  w pierwszym polskim  odbiorniku TV "Wisła".

## Dane techniczne
- napięcie żarzenia - 6,3 V
- prąd żarzenia -  0,6 A
- napięcie anodowe -  10 kV
- długość bańki kineskopu - 483 mm
- kształt ekranu - okrągły
- średnica ekranu - 307 mm
- rozmiar obrazu na ekranie - 240 x  180 mm
- kolor świecenia ekranu - biały
- rozdzielczość ekranu - 625 linii
- jaskrawość ekranu - 50 nt (nitów)